# Ludvig Castenskiold
Ludvig Castenskiold (24. august 1823 i Slagelse – 30. september 1905 på Frederiksberg) var en dansk officer og hofembedsmand, bror til Henrik Castenschiold, Theodor Christian Castenschiold og Gustav Castenskiold.

## Biografi
Han var søn af Christian Castenschiold, blev kadet i 1836, repetent og page i 1840 samt erholdt aldersorden som sekondløjtnant fra 1. november samme år. Efter afgangen fra Akademiet i 1842 kom han til Det gymnastiske Institut og ansattes derefter ved 2. dragonregiment, som havde garnison i Holsten. Ved Treårskrigens udbrud 1848 gik regimentet over til oprørerne; Castenskiold blev taget til fange og løslodes først efter ½ års forløb, da han ikke ville give sit æresord på ikke at tjene imod oprørerne. I efteråret 1848 kommanderedes Castenskiold til tjeneste ved de kombinerede eskadroner på den slesvigsk-jyske grænse, var dernæst ansat ved 4. dragonregiment og blev efter udnævnelsen til premierløjtnant i 1849 tjenstgørende ved gardehusardivisionen. Med denne afdeling udførte han efter general F.A. Schleppegrells befaling i slaget ved Kolding et dristigt angreb på en af fjenden besat skanse ved Fynsvej, øst for byen tæt ved landevejen. Størstedelen af rytterne og hestene straktes ved en ødelæggende salve til jorden, også Castenskiold fik en hest skudt under sig, men i øvrigt slap han uskadt fra denne brillante attake, for hvilken han erholdt Ridderkorset.
Under angrebet mistede Castenskiold sine pistoler. Hans modstander, tyskeren kaptajn Schöning sørgede for, at han fik dem tilbage. Castenskjold forærede dem senere til Museet på Koldinghus, hvor de stadig kan ses.
Stedet hvor angreb, kan nu ses en mindesten, denne blev rejst den 23. april 1899 af Våbenbrødrene i Kolding i anledning af 50-året for gardehusarernes angreb på de tyske skanser på stedet.
Senere deltog han i kampene ved Gudsø, Fredericia og Isted.
I 1854 kommanderedes Castenskiold til den kejserlige rideskole i Wien, men blev ved årets slutning hjemkaldt og ansat som adjudant ved 1. kavaleribrigade under daværende prins Christians befaling, hvem han fulgte, da prinsen blev chef for kavaleriet.
25. oktober 1857 ægtede Castenskiold i Kindertofte Kirke Ida Sofie Vilhelmine Grevenkop-Castenskiold (25. oktober 1833 på Store Frederikslund – 18. september 1908 i København), datter af kammerherre, major Jørgen Grevenkop-Castenskiold (1804-1874) til Store og Lille Frederikslund og Marie Annette Lüttichau (1810-1872), og det følgende år erholdt han ritmesters karakter, medens han udnævntes til denne grad i 1859. Da kong Christian IX kom på tronen, blev Castenskiold ansat som adjudant hos allerhøjstsamme, og 1866 udnævntes han til kammerherre. Samme år blev han sat à la suite i hæren med pension og udnævntes derpå til tjenstgørende kammerherre hos dronning Louise; 1879 blev han hofchef hos samme dronning. Efter dronningens død blev han 1899 tjenstgørende kammerherre hos kongen og var tillige ordensskatmester i Ordenskapitlet fra 1898 til sin død. 
Sammen med hustruen fik han to sønner, Christian Castenskiold, født i Gentofte d. 29. sep. 1858, og Anton Castenskiold født 11. Januar 1860 på Store Frederikslund, Sorø. 
En sønnesøn var Jørgen Carl Gustav Castenschiold (1893-1978), gift med Prinsesse Dagmar (1890-1961), datter af Kong Frederik VIII og Dronning Louise.
1891 var han blevet gehejmekonferensråd. Han blev Ridder af Dannebrog 1849, Dannebrogsmand 1866, Kommandør af 2. grad 1869, af 1. grad 1875 og modtog Storkorset 1888. Han bar også en lang række udenlandske ordener.
Han er begravet på Sorterup Kirkegård. En mindesten er rejst på Fredericia Landevej ved Kolding.
Der findes et portrætmaleri af Frants Henningsen fra ca. 1900 i familieeje. Buste i ler af kammerherre Vilhelm Lindholm ligeså. Fotografier, bl.a. af Christian Reinau ca. 1905.